# 크림슨 타이드
《크림슨 타이드》(영어: Crimson Tide)는 1995년에 개봉한 미국의 잠수함 액션 스릴러 영화이다.

## 줄거리
소비에트 이후 러시아에서 체첸의 진행중인 분쟁의 결과로 남북 전쟁이 발생한다. 러시아 초 국가주의 반군 인 블라디미르 라드첸코(Vladimir Radchenko)에게 충성하는 군사 부대는 핵 미사일 설치를 통제하고 직면 한 경우 핵전쟁을 위협한다.
미국 해군 잠수함 인 USS ALABAMA는 라드첸코가 그의 미사일에 연료를 공급할 경우 선제 핵 파업을 시작하라는 명령으로 순찰에 파견되었다. 전투가 벌어진 베테랑 선장 인 프랭크 램지(Frank Ramsey)는 군사 역사와 전술에 대한 광범위한 교육을 받았지만 그의 새로운 XO로서 전투 경험이없는 중위 사령관 론 헌터를 선택한다.
헤드 스트롱 램지와 더 분석적이고 신중한 사냥꾼 사이에 긴장이 발생하며, 램지의 갤리의 화재로 인한 혼란 속에서 미사일 훈련을 주문하기로 한 램지의 결정에 의해 악화되어 최고 혼란 스무원의 사망을 초래한다. 헌터는 화재와 싸우고 결정에 신중하게 질문하지만 램지는 불화의 출현으로 징계된다.
앨라배마는 러시아 기지에 대한 비상 행동 메시지 주문 미사일 발사를받는다. 앨라배마가 발사를 준비함에 따라, 반란군 러시아 아쿨라급 잠수함 공격 이전에 두 번째 라디오 메시지가 감지되어 보트의 라디오를 손상시키고 메시지를 불완전하게 남겨 둔다.
마지막으로 확인 된 명령이 시작되면서 램지는 진행하기로 결정했다. 사냥꾼은 부분적 두 번째 메시지가 철회 일 수 있다고 믿고 동의하지 않는다. 헌터가 발사가 승인되기 위해 필요한대로 동의를 거부 할 때, 램지는 그를 의무를 완화하려고한다. 헌터 명령은 램지가 2 인 프로토콜을 우회하려는 시도로 체포 된 것에 대해 체포했다. 보트의 족장은 헌터와의 옆에 있으며 램지는 지휘를 완화하고 그의 주실에 국한되어 헌터를 담당했다.
러시아 잠수함은 앨라배마를 다시 공격한다. 앨라배마는 승리를 거두지 만 어뢰가 선체 옆에 폭발 할 때 손상되었다. 주요 추진 시스템은 비활성화되어 있으며 빌지 베이는 홍수를 시작한다. 승무원이 추진력을 회복하려고 할 때 헌터는 선원들과 함께 갇힌 선원들과 함께 빌지의 봉인을 명령하여 앨라배마를 남자를 희생시키면서 저축한다. 앨라배마가 선체 크러쉬 깊이에 도달하기 전에 추진력이 회복된다.
램지에게 충성하는 장교와 승무원은 반란을 연합시키고 무대에 올랐다. 그들은 헌터, 보트의 족장, 그리고 일부는 장교들의 혼란에 제한을 제한하는 통제실을 되찾았다. 라디오 수리는 계속되지만 램지는 검증을 기다리지 않고 진행하기로 결정했다. 헌터는 체포를 피하고 배를 되 찾을 준비를한다. 그는 미사일 통제실에서 피터 인스(Peter Ince)의 무기관 피터 인스의 지원을 얻고 발사를 지연시키고 램지가 그곳으로 가도록 이끌었다. 헌터 파티는 앨라배마의 지휘 센터를 폭풍으로 폭풍으로 캡틴의 미사일 키를 제거한다. 램지와 그의 부하들은 돌아와서 무장 한 멕시코의 대립을 초래했다. 라디오가 곧 수리 될 것이라는 소식을 들자 램지와 헌터는 선제 미사일 발사 마감일이 효과적 일 때까지 기다리는 데 동의한다.
커뮤니케이션은 결국 복원되어 두 번째 전송에서 전체 메시지를 드러낸다. 라드첸코의 반란이 진압 되었기 때문에 미사일 발사가 중단되도록 퇴치 순서이다. 램지는 코를 헌터에게 돌리고 오두막으로 돌아온다.
두 사람은 해군 방송국 펄 하버(Pearl Harbor)의 재판소 앞에 자신의 행동에 대해 대답한다. 재판소는 두 사람 모두 옳고 두 사람이 틀렸다고 결론을 내 렸으며, 헌터의 행동은 합법적으로 정당화되고 미국의 최선의 이익으로 간주되었다. 비공식적으로, 재판소는 차이를 해결하지 못한 것에 대해 두 사람을 징계한다. 램지의 개인적인 추천 덕분에 재판소는 자신의 서브의 헌터 사령부를 부여하는 동의하면서 램지가 완전한 명예로 조기 퇴직을 통해 얼굴을 구할 수 있도록 동의한다. 외부에서 헌터는 램지와 만나 자신의 감사를 표명하고 두 남자는 우호적으로 길을 만든다.
텍스트 에필로그는 1996년 1월 대통령만이 핵 미사일을 발사 할 권한이 있다고 말한다.

## 한국판 성우진

### MBC (1998년 1월 31일)
- 황일청 - 프랭크 램지 함장 (진 해크먼)
- 김관철 - 론 헌터 부함장 (덴젤 워싱턴)
- 박지훈 - 미사일담당관 웹스 대위 (비고 모텐슨)
- 권혁수
- 이병식
- 이종혁
- 김강산
- 최원형
- 변종필
- 안종덕
- 이진홍
- 김호성
- 엄현정
- 이철용
- 장성호
- 정남
- 최석필
- 송준석
- 오주연

### SBS (2005년 8월 14일)
- 최원형 - 론 헌터 부함장(덴젤 워싱턴)
- 김용식 - 프랭크 램지 함장(진 핵크만)
- 김승준 - 미사일담당관 웹스 대위(비고 모텐슨)
- 강수진 - 통신담당관 지머 대위(맷 크레이븐)
- 이우신 - 기관장 코브 주임상사(조지 던자)
- 엄태국 - 도히티 대위(제임스 갠돌피니)
- 정승욱 - 웨스터 가드 대위(로키 캐럴)
- 한호웅 - 마호니 대위(제이미 고메즈)
- 홍승섭 - 모슬러(릴로 브란카토)
- 엄상현 - 리베티(대니 누치)
- 문선희 - 헌터의 아내 줄리아(바네사 벨 캘로웨이)
- 우정신 - 헌터의 딸(애슐리 캘로웨이)
- 위훈 - 잠수함 선원(데니스 가버)
- 이장원